# Coll de Sant Feliu
El Coll de Sant Feliu és una collada dels contraforts nord-orientals del Massís del Canigó, a 397,9 metres d'altitud, en el límit dels termes comunals d'Espirà de Conflent i de Finestret, tots dos a la comarca del Conflent (Catalunya del Nord). Hi passava el Camí Vell de Finestret a Espirà de Conflent. Està situat a la zona nord-oest del terme de Finestret i a l'est del d'Espirà de Conflent. És situat just a llevant d'aquest darrer poble i a ponent del primer, a mig camí entre els dos. Prop seu hi havia la capella, ara desapareguda, de Sant Feliu, que donà nom al coll.